# Кураловское сельское поселение (Верхнеуслонский район)
Кураловское се́льское поселе́ние — муниципальное образование в Верхнеуслонском районе Татарстана Российской Федерации.
Административный центр — село Куралово.

## История
Статус и границы сельского поселения установлены Законом Республики Татарстан от 31 января 2005 года № 19-ЗРТ «Об установлении границ территорий и статусе муниципального образования "Верхнеуслонский муниципальный район" и муниципальных образований в его составе».

## Население
| 2010  | 2011  | 2012  | 2013  | 2014  | 2015  | 2016  |
| ----- | ----- | ----- | ----- | ----- | ----- | ----- |
| 1389  | ↘1386 | ↗1389 | ↗1390 | ↘1362 | ↘1328 | ↗1333 |
| 2017  | 2018  |       |       |       |       |       |
| ↘1295 | ↘1272 |       |       |       |       |       |

## Состав сельского поселения
| № | Населённый пункт  | Тип населённого пункта       | Население |
| - | ----------------- | ---------------------------- | --------- |
| 1 | Куралово          | село, административный центр |           |
| 2 | Русское Бурнашево | село                         |           |